# The Ukulele Orchestra of Great Britain
L'Ukulele Orchestra of Great Britain est un groupe de musique britannique composé de 7 joueurs de ukulélé accompagnés par un joueur de ukulele basse (en fait une guitare acoustique basse). Le groupe : George Hinchliffe, Dave Suich, Peter Brooke-Turner, Hester Goodman, Richie Williams, Kitty Lux, Will Grove-White, Jonty Bankes (à la basse).
Ils ont notamment fait des reprises de Je t'aime… moi non plus de Serge Gainsbourg, Johnny B. Goode de Chuck Berry et Wuthering Heights de Kate Bush.
Le Bon, la Brute et le Truand de Ennio Morricone ou encore Shaft d'Isaac Hayes
Ils ont été les invités de plusieurs émissions télévisées comme l'épisode 6 de la saison 4 de la série télévisée britannique Skins, Tomorrow's World, Blue Peter, The Slammer, Richard & Judy, This Morning et d'autres émissions britanniques.
En 2010, le groupe fête ses 25 ans d'existence.